# 15 brumaire
15 vendémiaire 15 frimaire
Le quintidi 15 brumaire, officiellement dénommé jour du dindon, est le 45e jour de l'année du calendrier républicain.
C'était généralement le 5e jour du mois de novembre dans le calendrier grégorien.